# ヴォイスガレージ
ヴォイスガレージは、日本の芸能プロダクション。有限会社ジンギーザップエンタープライズのプロダクション部門である。

## 所属タレント

### 男性
- 石川博
- 池上真彦
- 神蔵圭佑
- 塚本一平
- DJ-Yuuki
- DAVE FROMM
- バロン山崎（業務提携）
- 深貝大輔（業務提携）
- 真夏竜（業務提携）
- 渡辺和彦

### 女性
- 打上順子（業務提携）
- 斉藤ゆき子
- 真渓ハナ（業務提携）
- 田中静枝
- 塚本千代
- 藤田春奈
- 藤村みわ子（業務提携）
- 山本容子

## 過去に所属していたタレント
- 石川實（現所属：ヘリンボーン）
- 池渕厚子（旧名：内江志八枝、現所属：ヘリンボーン）
- ケン・サンダース（現所属：81プロデュース）
- 佐山陽規（業務提携）
- 篠原さなえ（フリー）
- 早瀬ゆか（現所属：懸樋プロダクション）
- 程嶋しづマ（業務提携）
- 堀内尚子（現所属：ハンディ）
- 宮本絢子